# Illinois Jacquet
Pour les articles homonymes, voir Jacquet.
Jean-Baptiste Illinois Jacquet (31 octobre 1922 - 22 juillet 2004) est un saxophoniste ténor américain de jazz.

## Biographie
Jacquet naît d'une mère sioux et d'un père créole à Broussard en Louisiane et, alors qu'il est encore nouveau-né, la famille déménage pour Houston dans le Texas où il grandit auprès de ses six frères et sœurs. Il fait ses premiers pas aux claquettes vers l'âge de 3 ans dans l’orchestre familial dirigé par son père, aux côtés de son frère, le trompettiste Russell Jacquet,.
Au cours de ses études il s'initie au saxophone alto puis il rejoint l'orchestre du trompettiste Milt Larkin entre 1939 et 1940. Alors qu'il apparaît rapidement aux côtés de Floyd Ray à la fin de 1940, il intègre l'année suivante l'orchestre de Lionel Hampton jusqu'en 1942.

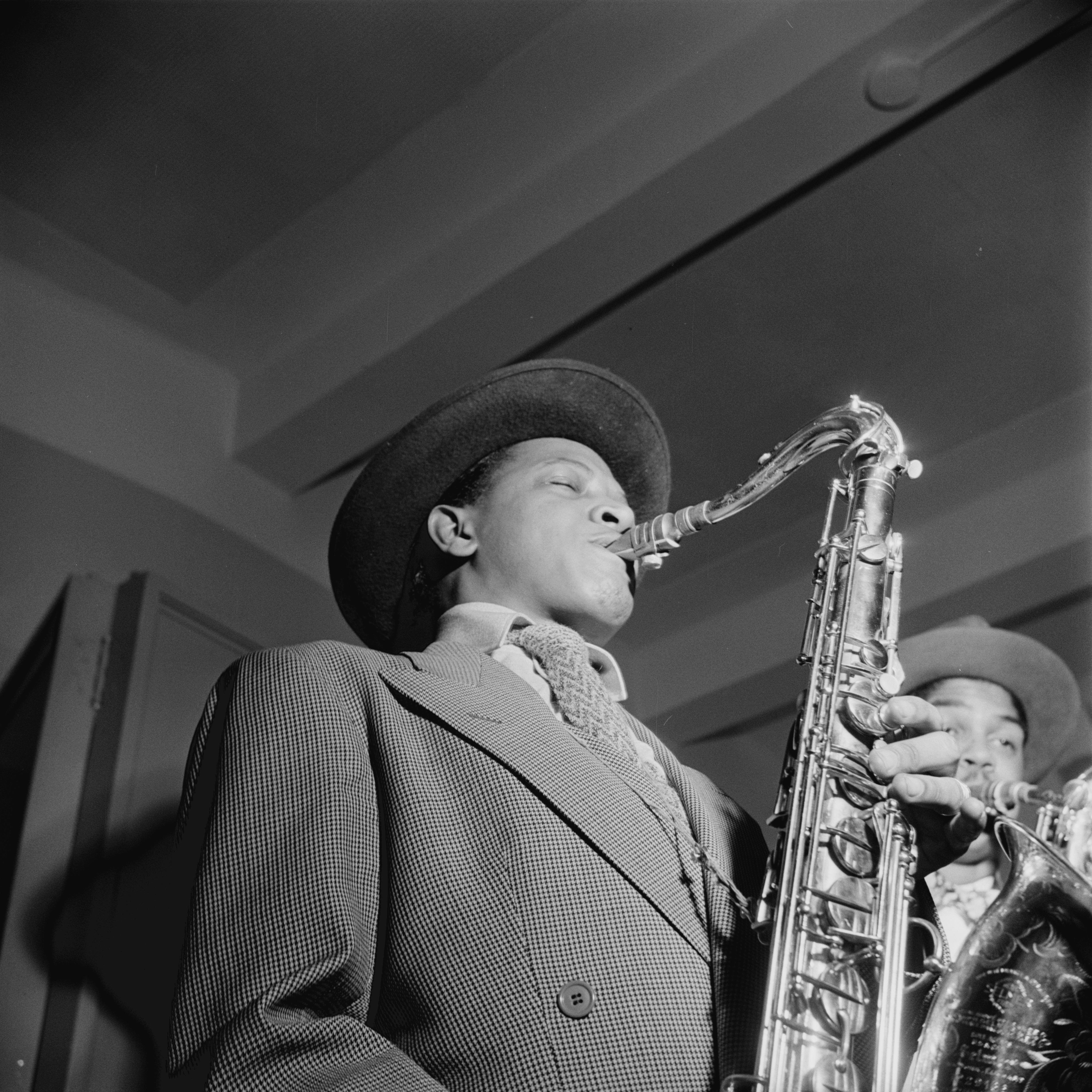
Illinois Jacquet en 1947.

Jacquet devient membre de l’orchestre de Cab Calloway de 1943 à 1944 et apparaît dans le film Stormy Weather en 1943 avec la participation de la chanteuse de jazz Lena Horne. Il participe en 1944 au premier concert de Jazz at the Philharmonic où le public le remarque notamment sur un solo du morceau Blues sur lequel il mordait de façon particulière l'anche de son saxophone pour produire un son original. Il réitère cet effet lors de son apparition dans le court-métrage Jammin' the Blues avec le saxophoniste Lester Young. 
Il intègre ensuite l’orchestre de Count Basie de 1945 à 1946 et remplace Lester Young.
Il dirige son propre jazz-band en 1945 et réalise plusieurs tournées nationales entre 1947 et 1955. Il travaille par la suite parfois seul ou avec ses propres formations, joue régulièrement au basson dans les années 1960 en trio avec le pianiste Milt Buckner de 1966 à 1974 ou avec Wild Bill Davis en 1972 et en 1977,.
En dehors de plusieurs participations avec l'orchestre de Hampton dans les années 1970, il effectue plusieurs tournées en solo en Europe. Dans les années 1980, il réalise plusieurs tournées avec son jazz-band Texas Tenors accompagné d'Arnett Cobb et Buddy Tate, avec des représentations au Newport Jazz Festival en 1980, au festival de Cork en 1983 et 1985 ainsi qu'à la Grande Parade du Jazz à Nice
Il est invité pour une conférence en 1982 auprès d'étudiants de l'université Harvard et devient à cette occasion le premier musicien de jazz à être « artiste résident » de cette université. Incité par les étudiants, il crée en 1983 un big band, The Illinois Jacquet Big Band qu'il dirige jusque dans les années 1990 et avec lequel il enregistre un album remarqué, Jacquet's Got It! sorti en 1988.

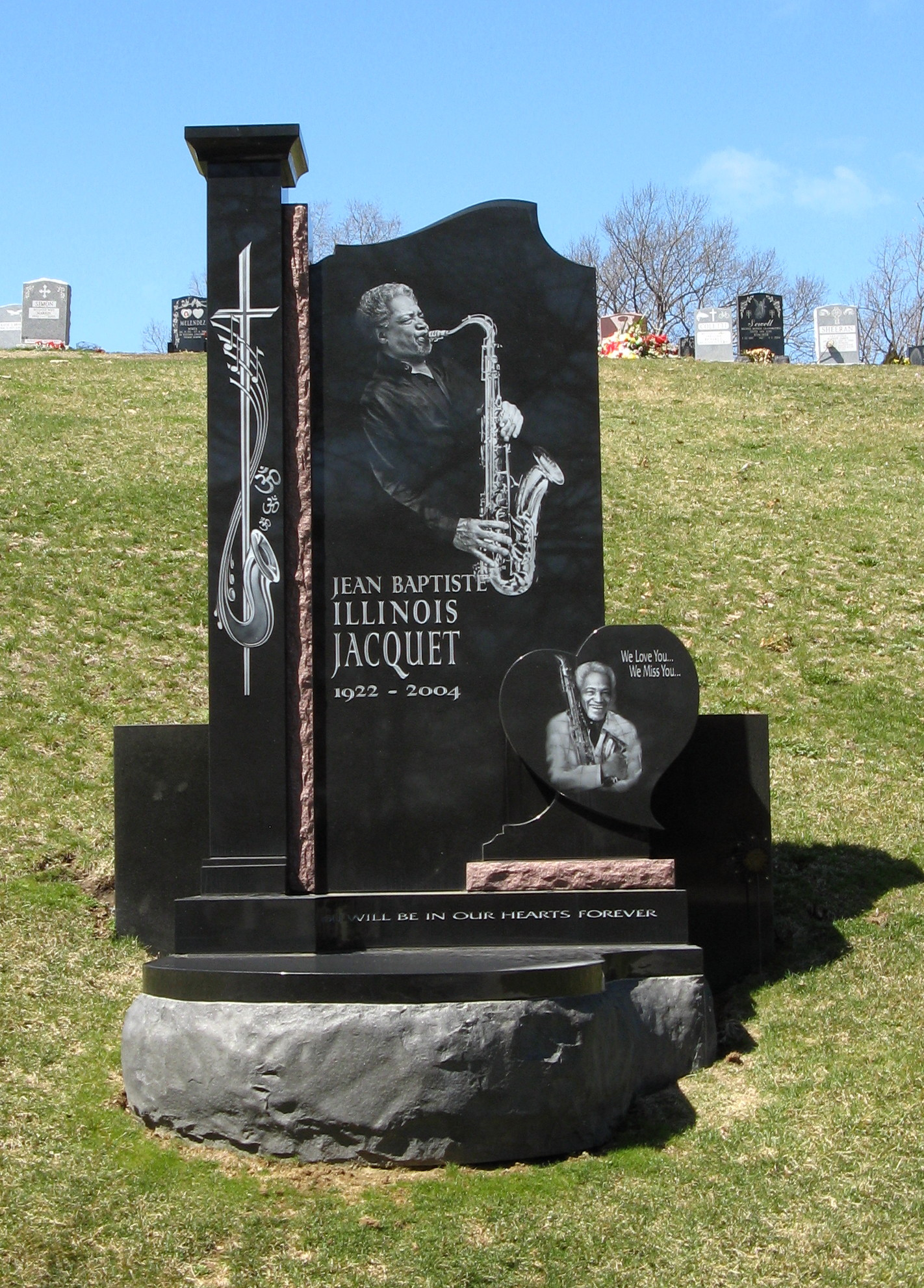
Tombe d'Illinois Jacquet au Cimetière de Woodlawn

Il donne sa dernière représentation live le 16 juillet 2004 du Midsummer Night Swing Series au Lincoln Center. Il meurt d’une crise cardiaque chez lui à New York le 22 juillet 2004. Il est enterré au cimetière de Woodlawn, situé dans le Bronx (New York).

## Style
Avec des morceaux mémorables comme son solo sur Flying Home de Lionel Hampton, Jacquet a ouvert la voie vers une nouvelle approche du saxophone, qualifiée parfois de Texas tenor style en référence à son groupe. Il fait partie des saxophonistes qui ont été très influencés par les jeux de Coleman Hawkins et de Lester Young, passant facilement de l'un à l'autre comme certaines ruptures provoquées par Hawkins dans un style R&B ou surfer avec désinvolture comme pouvait le faire Young sur ses ballades. L'auteur et musicien Ian Carr mentionne dans son ouvrage The rough guide to jazz à propos de l'influence de Jacquet que « malgré une réputation pour jouer des harmoniques sur un registre supérieur, Jacquet a eu une influence considérable et souvent peu reconnue sur plusieurs générations de saxophonistes ténors de Eddie Davis à King Curtis et Scott Hamilton ».
Il est aussi connu pour avoir souvent porté un chapeau de type pork pie hat et insistait pour que l'on prononce son nom « à la française » : ʒakɛ.

## Discographie sélective
| Session | Label          | Nom de l'album        |
| ------- | -------------- | --------------------- |
| 1953    | Verve          | Groovin'              |
| 1954    | Polygram       | The Kid and the Brute |
| 1957    | Verve          | Swing's The Thing     |
| 1964    | Universal      | Desert Winds          |
| 1968    | Prestige       | Bottoms Up            |
| 1969    | Prestige       | The Blues; That's Me! |
| 1969    | Prestige       | The Soul Explosion    |
| 1971    | Black Lion     | The Comeback          |
| 1976    | Black and Blue | Jacket's Street       |
| 1988    | Atlantic       | Jacquet's Got It!     |